# まちゃまちゃ
まちゃまちゃ（本名：菅崎 雅美（かんざき まさみ）、1976年5月7日 - ）は日本の女性お笑いタレント（ピン芸人）、漫談家。 
テレビ番組の『エンタの神様』では摩邪（まじゃ）という名前で出演していた。
千葉県君津市出身。吉本興業東京本社所属。千葉県立姉崎高等学校卒業。身長158cm。

## 人物・エピソード
- オーディションを経て、1996年にデビュー[2]。2000年頃には『極すれすれガレッジセール』などの番組にウルフ神崎として出演。東京吉本の女性芸人のリーダー的存在であり、姐御肌で男性芸人からも慕われている（バッドボーイズの佐田正樹には「まちゃ姉」と呼ばれ、慕われている）。また、テレビでは毒舌を売りにし、言葉遣いもかなり悪いが、舞台裏では非常に礼儀正しくちゃんと敬語も話せると様々な芸人にトーク番組で暴露されている。
- 基本的な芸風は一人コント。ショートコントでは「ドッドドッドッドドリアンドリアン」と言いながら踊るブリッジを使う。
- 高校生時代はペナルティのワッキーの追っかけで、プリンスメロンを持参して弟子入り志願したことがある。そのこともあってか、ペナルティの単独ライブにはサポートとして毎回出演。
- 1998年、『進ぬ!電波少年』の人気コーナー ・ なすび懸賞日記の企画オーディション（内容は抽選会で、くじ引き）にも参加したことがある（なすび懸賞日記ビデオ第1巻目より）。
- キャラクターを買われて『英会話のジオス』のCM、B'zのシングルCD『BANZAI』のプロモーションビデオ（23秒間）、映画『下妻物語』等に出演したことがある。
- 『氣志團』の綾小路翔と白鳥雪之丞は中学の同級生で現在まで交流があり、氣志團のPV（2秒間）やCDで共演している。また、生まれた病院も同じ。
- 現役女子プロレスラーのさくらえみ（プロレスリング我闘雲舞）は、小学校時代の同級生。
- モヒカンの過激なヘアスタイル（毎朝自分で剃っている）や迫力あるメークはパンク・ロックに影響されたものだが、その外見から子供が泣いてしまったこともある。髪の色（緑と橙）は、Dr.コパの助言によるものらしいが、まちゃまちゃ本人がテレビ番組で否定していたことがあり、定かでない。モヒカン以外の髪型は資生堂の男性化粧品シリーズ『uno』のテレビCMで見ることが出来る。一時期青と橙だったこともあった。実家は美容室を経営している。
- 素になると「おいねえ（いけない、だめだ）」などの房州弁が出ることがある。
- 大の『はだしのゲン』フリークで、単独ライブにも同作をオマージュしたタイトルを付けることがある。
- The ピーズのファンであり、ライブ会場においても頻繁に目撃されている。
- 過去に、中華料理店でアルバイトしていた経験がある。料理番組『愛のエプロン』参戦当初は、調理のレベルはそこそこという様子だったが、同番組に出演を重ねるうち、めきめきと腕を上げ『黄金伝説』の「節約生活」で料理を披露したり、『アメトーーク』の「料理芸人」にほっしゃん。や黒田有ら共に参加した。
- 俳優・岩城滉一のファンである。2007年2月14日の『愛のエプロン』でゲストで出演していた岩城に、ファンであることを告白。作ったケーキを岩城が大絶賛すると、顔を赤らめて喜んでいた。この時に作ったフルーツタルトは、番組史上初の100点満点を記録。
- 『愛のエプロン』の特番で、青木さやか・RIKACO・杉本彩よりも美味しい料理を作り上げ、新愛エプ四天王になった。
- 甘党であることが『東京Vシュラン2』にて発覚。
- THE 料理王(2010年2月2日)では予選トップで通過し、本戦準決勝ではトップ通過したが、決勝で優勝を逃した。
- 『ズバリ言うわよ!』で細木数子に「あんたみたいなキャラは、すぐに飽きられるのよ」、「ドラマに出たければ、そのふざけた頭をどうにかしなさい」と言われた上に、くりぃむしちゅーによって髪の毛を黒くさせられた。しかし番組終了後に元の色に染め直している。
- 2002年にルミネtheよしもとで行われた若手芸人育成イベント、「PIPA『5じ6じカップ』」でチャイルドマシーンに負けてしまい、あまりの口惜しさに上着を脱ぎブラジャー姿で退場して観客と司会のペナルティを驚かせた。その後なぜか上半身裸のハローバイバイの関暁夫と肩を組んで登場した。
- かなりの臆病者。過去に『クイズプレゼンバラエティー Qさま!!』で挑戦したチキンレース企画「10m高飛び込み」では41分もかかり、「ビビリ橋」では15mの橋を渡るのに1時間18分を費やし、ビビリ橋の歴代最長記録となった。さらに「絶叫カラオケ選手権」では、絶叫マシンの恐怖で出だしの部分しか歌うことができなかった。
- おぎやはぎの小木博明に森山奈歩を紹介した。そのため、矢作兼と共に小木と森山の婚姻届の証人となった。
- 理想のタイプはバナナマンの日村勇紀。マスコミの取材で質問されたため答えたが、笑われてしまった[3]。
- 元モーニング娘。の小川麻琴と仲が良く、『ハロー!モーニング。』に出演したときも小川と絡むことが多く、卒業SPにもサプライズ出演した。卒業後翌年の新春SPに出演したときは小川の存在を気に掛けていた。
- 同期の品川祐（品川庄司）に、昔は今のような「ロックなキャラ」ではなかったらしいと『めちゃイケ』で暴露された。ちなみに品川とは不仲である[4]。
- ジブリ映画の大ファンで、自宅には大量のグッズが飾られている。

## 摩邪（マジャ・コング）
『エンタの神様』ではプロレスラー「マジャ・コング」のキャラ設定（アジャ・コングの名前だけ真似ている）のもと、「怒りの熱血プロレスラー」というキャッチコピーで2005年1月に初出演し、同年2月から2007年途中まで、ほぼ毎回出演していた。
「まちゃまちゃ」としての持ちネタは一人コントだが、「摩邪（マジャ・コング）」としての持ちネタは、いわゆるマイクパフォーマンス風な、毒舌漫談である。「続いて、マジャ・コング選手の入場です!」というアナウンスのあと舞台に立ち、自分に関するトーク（当初は自身の風貌に観客が引いていることなどをネタにしたものが多かった）を経て「やっぞ! ハッ! やっぞ!」（2006年5月6日以降は、「言（ゆ）っぞ！ ハッ！ 言（ゆ）っぞ！」）と吼えた後、「おい、世の中のチャラチャラした奴ら!（当初はチャラチャラした「女」限定だった）今日もお前らに言いたいことがある。よ〜く聞け!」（2006年5月6日以降は省略されている）と始めるのがパターンとなっている（「やっぞ! ハッ! やっぞ!」までは省略されたこともあった）。「ひと〜つ! ○○○○って言う××! （○○○○の部分では、別のキャラクターになりきることも多く、一人コント芸人としての片鱗が垣間見える。××の部分は「女」が主だが、「男」や「ガキ」や「なまはげ」などがある他、別の芸人のギャグをネタにすることもある。）」→「○○○○? ハァ?（後に「ハァ？」ではなく毎回コメントが変わるようになる）」→「……△△△なんだよコノヤロー!!（と叫びながら手に持っているマイクを床に叩きつけ、最後に色々なポーズをする。相撲のポーズやプロレスラーの長州力のアクションや武藤敬司のプロレスLOVEポーズのアクション）」という流れである。また、最後に「がっかりだよ! コノヤロー!!」「豆知識だよ! コノヤロー!!」など、桜塚やっくんのパロディをすることもある。
『エンタの神様』出演2回目に、ネタを披露しマイクを床に叩きつけた際、マイクを壊したことがある。
ギター侍・波田陽区に斬られたことがあるが、逆に斬り返したこともある。ただし、その内容は『週刊少年ジャンプ』の読書投稿に書かれていた内容だった。
2005年9月まで、テレビの地上波では『エンタの神様』以外の番組に出演できない独占契約を結んでいた（2004年の波田陽区と同様）。『エンタの神様』でブレイクしたため、本来の芸名である「まちゃまちゃ」よりもエンタで名乗る「摩邪」が有名になり、ネタ本も「摩邪」の名で出版した。この本の帯に推薦文を書いた『氣志團』の綾小路セロニアス翔が中学の同級生であると発覚し、話題となる。当時実年齢を非公表にしていた綾小路だが、間接的に実年齢を知られてしまった。10月以降はトーク番組等で活躍するようになり、「まちゃまちゃ」の名前が認知されるようになった。摩邪本人は『エンタの神様』のネタ冒頭トークで「エンタの神様以外にでているのは、まちゃまちゃだ。摩邪はエンタの神様でしか見られない」「"魔邪"と書く奴が多いが、マジャのマは悪魔の魔ではなく彦摩呂の摩だ」と述べている。これを機に、まちゃまちゃとしてもキレキャラで行う事も。一部の雑誌では「悪女キャラ」と書かれることもある。また、『日経エンタテインメント!』にて「嫌いなお笑い芸人」に入られていた。
「まちゃまちゃ」としてのブレイク後、「あたいに似た人が出ているが、あれはまちゃまちゃだ」と、発言していた。
しかしながら、「まちゃまちゃ」として舞台に立つことがあった。『ウタワラ』の「まちゃまちゃが再び番組で歌うためのチャレンジ」という企画で、広瀬香美のコンサートに出演してAIの「Story」を歌った後、コンサートの観客の前で「まちゃまちゃ」のまま「摩邪」のネタを披露した。ちなみに広瀬香美のコンサートがハッピーバレンタインコンサートだったので、ネタはバレンタインだった。
2007年1月1日放送の「伝説の番組完全復活宣言
ビートたけしのお笑いウルトラクイズ」内での『プロレス字読みクイズ』にて、摩邪として出場。尚、このキャラクターで「エンタ」以外の他番組に出演することは初めてであった。対戦相手であるマーク・コールマンにキックを仕掛けたが、足を掴まれ、その状態でマイクパフォーマンスを披露したが、両足を担がれジャイアントスイングされてしまう。
2007年1月20日の放送で、「あたいはオランダのクオーターだ!」と発言したことがあるが、オチで「本当は純粋な千葉県民だ!」と言っている。4月以降の同番組には出演しなかったが、2014年12月27日放送の「大爆笑の最強ネタ大大大連発スペシャル」でまちゃまちゃ名義で7年ぶりに出演、以降も不定期に出演している。

## 出演

### テレビ番組
- 極すれすれガレッジセール（TBS）
- エンタの神様（日本テレビ、2005年 - 2007年・2013年10月 - ）キャッチコピーは「怒りの熱血プロレスラー」→「怒りの女子プロレスラー」 不定期放送からはまちゃまちゃ名義で出演
- たかじん胸いっぱい（関西テレビ、準レギュラー）
- ハケンの品格（日本テレビ）
- ネプリーグ
- まるまるちびまる子ちゃん（フジテレビ） - 照子さん 役
- お笑い芸人歌がうまい王座決定戦スペシャル（フジテレビ）
- ザ・イロモネア（TBS）　2005年10月7日、女性及びピン芸人初の100万円獲得。
- キレイ（仮）（テレビ朝日）
- アニメロビー（テレビ大阪発・テレビ東京系）
- ゼベック・オンライン (TOKYO MX、2004年12月20日)
- おねがい♪マイメロディ きららっ★（テレビ大阪発・テレビ東京系、黒猫のニャンミ役（声優として））
- ザ・ベストハウス123（フジテレビ）
- ラジかるッ（2006年4月5日 - 2007年4月25日、2008年10月7日- 2009年3月27日、日本テレビ）
- ロンドンハーツ（テレビ朝日）
- THE 料理王（日本テレビ）2010年2月2日
- MTVメガベクトル（MTV）
- チェックタイム（2012年10月2日-、TOKYO MX）火曜日コーナー担当
- 絶対に笑ってはいけない地球防衛軍24時（2013年12月31日　日本テレビ）
- JKP～美女12人生存競争～ (2014年4月1日、日本テレビ)

### 配信番組
- パパパパパ・リーグ（2021年6月28日 - 、パーソル　パ・リーグTV公式YouTubeチャンネル） - プロ野球LIVE2021コーナー[5]

## 本
単行本
- って言う女!（竹書房） - 摩邪名義として出版。撮影花井透、企画鬼頭輝。

## CM
- ジオス (2000年)
- 資生堂：uno
- 静岡第一テレビ：地上デジタル放送開始 - 摩邪として。
- OPUS：宮崎市に本社を置く株式会社ナカヤマが企画・運営・展開するパチンコ店　宮崎ローカル 今は、出ていない。また、宮崎での「エンタの神様」の独自スポンサーにOPUSがあった頃、出演CMが流れていた。
- シマンテック：ホームページの動画に出演。（2009年）
- ジョージア・エメラルドマウンテンブレンド「エメマンバトル」（2011年・浜田率いる「王道派」のメンバー）

## PV
- B'z「BANZAI」
- The ピーズ「絵描き」

Irish Punk『JUNIOR』Friends?